# Jogos do Sudeste Asiático de 2023
Os Jogos do Sudeste Asiático de 2023 (em quemer:  ការប្រកួតកីឡាប្រជាជាតិអាស៊ីអាគ្នេយ៍២០២៣), também conhecido como XXXII Jogos do Sudeste Asiático, ou XXXII Jogos SEA (em inglês:  32nd SEA Games), e comumente conhecido como Camboja 2023, será a 32ª edição dos Jogos do Sudeste Asiático, um evento multiesportivo bienal, que foi realizado de 5 a 17 de maio 2023 em Phnom Penh, Camboja.
O anúncio foi feito na reunião do Conselho da Federação dos Jogos SEA em Cingapura, em conjunto com os Jogos do Sudeste Asiático de 2015, pelo Presidente do Comitê Olímpico Nacional do Camboja, Thong Khon. As Filipinas foram originalmente programadas para sediar os Jogos, mas foram adiados para 2019 depois que Brunei desistu de sediar o evento. Esta será a primeira vez que o Camboja sediará os jogos, já que os III Jogos Peninsulares do Sudeste Asiático (SEAP) em 1963 foram cancelados devido à situação política do país na época. O evento foi planejado para apresentar 40 esportes. O número final é de 37 esportes.

## Desenvolvimento e preparação

### Locais de competição
Após o anúncio da escolha do anfitrião, o primeiro-ministro Hun Sen aprovou o projeto final do estádio principal dos Jogos. Durante uma visita de estado de Hun Sen a Pequim em maio de 2014, o líder chinês Xi Jinping (também secretário-geral do Partido Comunista) prometeu financiar a construção do estádio principal do novo complexo esportivo multiuso na cidade satélite de Phnom Penh em Khan Chroy Changvar. O estádio principal de 60.000 lugares, estimado em cerca de KHR 157 milhões e será construído por uma construtora chinesa, será concluído entre 2019 e 2020 com uma doação chinesa cobrindo todo o projeto. Uma Arena multiuso, o Complexo Esportivo Nacional Morodok Techo abrigará piscina olímpica, campo de futebol ao ar livre, pista de atletismo, quadras de tênis e dormitórios para atletas.
| Localização | Local                          | Evento                                |
| ----------- | ------------------------------ | ------------------------------------- |
| Phnom Penh  | Estádio Nacional Morodok Techo | Cerimônias de abertura e encerramento |
| Phnom Penh  | Estádio Nacional Morodok Techo | Atletismo                             |
| Phnom Penh  | Estádio Aquático               | Esportes aquáticos                    |
| Siem Reap   | Mount Kulen                    | Mountain Biking                       |
| Siem Reap   | Angkor Wat                     | Maratona e ciclismo de estrada        |

### Orçamento
De acordo com Vongsey Visoth, secretário de Estado do Ministério da Economia e Finanças, a construção e montagem das instalações e campos necessários para as várias competições custará entre ៛30-40 milhões.
Falando no fórum público Macroeconomic Management and the 2023 Budget Law realizado em Phnom Penh em 25 de janeiro, Visoth explicou que a criação e hospedagem de eventos em estádios e outros locais pode acabar custando mais de ៛200 milhões. Em preparação para o evento, o Camboja construiu uma série de infraestruturas, bem como recintos desportivos e instalações desportivas.

### Voluntários
O Comitê Nacional de Voluntários da CAMSOC anunciou o recrutamento de cerca de 7.000 voluntários para ajudar nos Jogos SEA e nos Jogos Paralímpicos da ASEAN.

### Revezamento da tocha
Em 21 de março de 2023, faltando apenas 45 dias para o início dos XXXII Jogos SEA, o rei Norodom Sihamoni graciosamente acendeu a tocha usando a chama secreta e passou a chama para a tocha, que ocorreu em Angkor Wat. A altura da tocha é de 75 cm e pesa pouco mais de um quilo. O topo da tocha foi projetado para refletir o símbolo de Romdoul, a flor nacional do Reino do Camboja e é banhado a ouro para mostrar que o Reino do Camboja e seu povo chegaram ao topo. O desenho no cabo da tocha é preenchido com vários Kbach Chan conectados entre si para significar a unidade em alcançar a paz e o sucesso para o país e a comunidade do Sudeste Asiático.
O revezamento da tocha também começa sua jornada para todos os outros 10 países do Sudeste Asiático a partir de 24 de março. Abaixo está a lista da data de execução do revezamento da tocha em cada país:
| 24 de março 01.Vietnã 27 de março 02.Filipinas 1 de abril 03.Indonésia | 4 de abril 04.Timor-Leste 11 de abril 05.Malásia 15 de abril 06.Singapura | 17 de abril 07.Tailândia 21 de abril 08.Mianmar 25 de abril 09.Laos |

### Ingressos, Transmissão e Alojamentos
Em 31 de março, o primeiro-ministro do Camboja, Hun Sen, anunciou que todos os ingressos para os Jogos do Sudeste Asiático de 5 a 17 de maio serão gratuitos - para cambojanos e estrangeiros, mas os torcedores devem reservar o ingresso antes de cada partida para assistir dentro do estádio. As emissoras internacionais também não serão cobradas pelos direitos de televisão ao vivo para cobrir os 608 eventos em 37 esportes em oferta.
O Camboja também cobrirá totalmente os gastos com serviços de alimentação e acomodação para as delegações esportivas. Os delegados de todos os 11 países participantes dos Jogos SEA e dos Jogos Paralímpicos da ASEAN não foram obrigados a pagar $ 50 por pessoa por dia, como acontecia com os anfitriões anteriores. A decisão de cobrir os custos foi aumentar as amizades calorosas e levar ao sucesso como anfitrião dos primeiros Jogos SEA da história.

## Nações participantes
Espera-se que todos os 11 membros da Federação dos Jogos do Sudeste Asiático (SEAGF) participem dos Jogos SEA de 2023. Abaixo está uma lista de todos os CONs participantes.
Federação dos Jogos do Sudeste Asiático
Southeast Asian Games Federation
- BRU Brunei (65)
- CAM Camboja (Anfitrião)
- PHI Filipinas (860)
- INA Indonésia (599)
- LAO Laos
- MAS Malásia (677)
- MYA Mianmar
- SIN Singapura (558)
- THA Tailândia (846)
- TLS Timor-Leste
- VIE Vietnã (702)

## Os Jogos
A cerimônia de abertura dos jogos será realizada em 5 de maio de 2023, no entanto, devido ao cronograma apertado, os torneios de críquete e futebol começarão uma semana antes, em 29 de abril de 2023.

### Modalidades
| Programa esportivo dos Jogos do Sudeste Asiático de 2023 |
| --- |
| - Artes marciais - Arnis - Ju-jitsu - Kickboxing - Kun bokator - Kun Khmer - Vovinam - Atletismo - Badminton - Basquetebol - Basquetebol - Basquetebol 3x3 - Bilhar - Boxe - Caratê - Ciclismo - Ciclismo de montanha - Ciclismo de estrada - Corrida de barcos tradicional - Corrida de obstáculos - Corrida de resistência - Críquete - Dança esportiva - Esgrima - Esportes aquáticos - Natação - Natação com nadadeiras - Polo aquático - Saltos ornamentais - Esports - Floorball - Futebol - Ginástica - Aeróbica - Artística - Golfe - Halterofilismo - Hóquei - Hóquei sobre a grama - Hóquei de sala - Jet ski - Judô - Pencak silat - Petanca - Sepak takraw - Soft tennis - Taekwondo - Tênis - Tênis de mesa - Triatlo - Vela - Voleibol - Voleibol - Voleibol de praia - Lutas - Wushu - Xadrez - Ouk chaktrang - Xiangqi Esportes de demonstração - Teqball |